# Ayako Okamoto
Ayako Okamoto (jap. 岡本綾子 Okamoto Ayako; ur. 2 kwietnia 1951 w Higashi-Hiroshima, prefektura Hiroszima) – japońska golfistka.

## Kariera sportowa
Początkowo z powodzeniem uprawiała softball, grając na pozycji rzucającego (pitcher) i zdobywając mistrzostwo Japonii w 1971 (z reprezentacją przedsiębiorstwa odzieżowego Daiwabo). W wieku 23 lat zdecydowała się zakończyć występy softballowe i zajęła się golfem. Naturalnie leworęczna, w golfa nauczyła się grać prawą ręką.
W 1975 odniosła pierwsze turniejowe zwycięstwo w Japonii, wygrywając Mizuno Corporation Tournament. W kolejnych latach kolekcjonowała tytuły w ramach LPGA of Japan Tour, w 1979 triumfowała w dużej imprezie JLPGA Championship, a dwa lata później odniosła osiem zwycięstw i znalazła się na czele listy najlepiej zarabiających zawodniczek LPGA of Japan Tour. Osiągnąwszy dominującą pozycję w kraju, wzorem nieco starszej Hisako Higuchi przeniosła się do USA i rozpoczęła starty w prestiżowym cyklu LPGA Tour. W latach 1982–1992 wygrała 17 turniejów tego cyklu. Nie odniosła zwycięstwa wielkoszlemowego, ale łącznie na 51 występów tylko cztery razy nie przeszła cuta, a 28 razy kończyła zawody w czołowej dwudziestce. Sześć razy kończyła zawody zaliczane do Wielkiego Szlema na 2. miejscu; czterokrotnie samodzielnie - du Maurier Classic (międzynarodowe mistrzostwa Kanady) w 1984, 1986 i 1987 oraz LPGA Championship w 1989, a dwukrotnie dzieląc pozycję wiceliderki z innymi zawodniczkami - w U.S. Open w 1987 i LPGA Championship w 1991. 
Odniosła łącznie 62 zwycięstw turniejowych, z czego - poza LPGA Tour - 44 w LPGA Tour of Japan i jedno w Ladies European Tour.  Ośmiokrotnie kończyła sezony LPGA Tour w czołowej dziesiątce najlepiej zarabiających zawodniczek, w tym w 1987 na 1. miejscu, jako pierwsza golfistka spoza USA (zarobiła niespełna pół miliona dolarów). Otrzymała również tytuł zawodniczki roku LPGA Tour 1987. Występy w USA łączyła z dalszymi startami w LPGA Tour of Japan, zyskując w kraju status sportowej gwiazdy. Prowadziła m.in. cotygodniowy program golfowy w telewizji Super Golf, który okazał się najpopularniejszą japońską audycją o tej dyscyplinie. W 1993, zmęczona ciągłymi podróżami oraz kontuzjami, skoncentrowała się na grze w Japonii, gdzie odnosiła dalsze zwycięstwa (ostatnie w 1999 - Katokichi Queens). Przyczyniła się do rozwoju i popularyzacji golfa w rodzinnym kraju. W 2005 została uhonorowana miejscem w World Golf Hall of Fame.